# Football Club Treviso 2011-2012
Questa voce raccoglie le informazioni riguardanti il Football Club Treviso nelle competizioni ufficiali della stagione 2011-2012.

## Sponsor
- Sponsor tecnico: Lotto
- Sponsor ufficiale: Faville

## Organigramma
- Presidente: Renzo Corvezzo
- Vicepresidente: Fabrizio Tasca
- Segretario Generale: Leandro Casagrande
- Responsabile Marketing: Giuseppe Camerin
- Addetto Stampa: Davide Spigariol
- Relazioni pubbliche: Ideeuropee[1]
- Direttore sportivo: Mauro Traini[2]

### Staff tecnico
- Allenatore: Diego Zanin
- Allenatore in seconda: Luigi Russo
- Allenatore portieri: Roberto Boldrin
- Preparatore atletico: Adalberto Zamuner
- Responsabile medico: Luigi Gerbino Polo
- Massaggiatore: Gigi Zanusso
- Team manager: Antonio De Santis
- Dirigente accompagnatore: Marco Tonel
- Magazziniere: Giorgio Tolomino

## Rosa
| N. |                   | Ruolo | Calciatore           |
| -- | ----------------- | ----- | -------------------- |
|    | Italia (bandiera) | P     | Gianmarco Campironi  |
|    | Italia (bandiera) | P     | Giovanni Luigi Sanna |
|    | Italia (bandiera) | P     | Nicola Sartorello    |
|    | Italia (bandiera) | P     | Alan Zattin          |
|    | Italia (bandiera) | D     | Alessandro Beccia    |
|    | Italia (bandiera) | D     | Lorenzo Biagini      |
|    | Italia (bandiera) | D     | Andrea Brunetti      |
|    | Italia (bandiera) | D     | Francesco Cernuto    |
|    | Italia (bandiera) | D     | Rosario Di Girolamo  |
|    | Italia (bandiera) | D     | Gregorio Granati     |
|    | Italia (bandiera) | D     | Fabio Marzolla       |
|    | Italia (bandiera) | D     | Luigi Panarelli      |
|    | Italia (bandiera) | D     | Alberto Paoli        |
|    | Italia (bandiera) | D     | Daniele Visintin     |

| N. |                   | Ruolo | Calciatore          |
| -- | ----------------- | ----- | ------------------- |
|    | Italia (bandiera) | C     | Andrea Bandiera     |
|    | Italia (bandiera) | C     | Domenico Del Grande |
|    | Italia (bandiera) | C     | Daniele Giorico     |
|    | Italia (bandiera) | C     | Giovanni Madiotto   |
|    | Italia (bandiera) | C     | Simone Malacarne    |
|    | Italia (bandiera) | C     | Federico Maracchi   |
|    | Italia (bandiera) | C     | Edoardo Pacini      |
|    | Italia (bandiera) | C     | Marco Spinosa       |
|    | Italia (bandiera) | C     | Antonio Stentardo   |
|    | Italia (bandiera) | A     | Antonio Cherillo    |
|    | Italia (bandiera) | A     | Andrea Ferretti     |
|    | Italia (bandiera) | A     | Mattia Gallon       |
|    | Italia (bandiera) | A     | Massimo Perna       |
|    | Italia (bandiera) | A     | Giuseppe Torromino  |

## Risultati

### Campionato

#### Girone di andata
| 4 settembre 2011 1ª giornata | Poggibonsi | 2 – 2 | Treviso |  |

| 11 settembre 2011 2ª giornata | Treviso | 2 – 1 | Savona |  |

| 18 settembre 2011 3ª giornata | Treviso | 2 – 0 | San Marino |  |

| 25 settembre 2011 4ª giornata | Renate | 0 – 1 | Treviso |  |

| 28 settembre 2011 5ª giornata | Treviso | 1 – 1 | Borgo a Buggiano |  |

| 2 ottobre 2011 6ª giornata | Valenzana | 0 – 3 | Treviso |  |

| 9 ottobre 2011 7ª giornata | Treviso | 2 – 0 | Pro Patria |  |

| 16 ottobre 2011 8ª giornata | Alessandria | 1 – 4 | Treviso |  |

| 23 ottobre 2011 9ª giornata | Treviso | 1 – 2 | Mantova |  |

| 26 ottobre 2011 10ª giornata | Casale | 0 – 1 | Treviso |  |

| 30 ottobre 2011 11ª giornata | Treviso | 2 – 2 | Rimini |  |

| 6 novembre 2011 12ª giornata | Bellaria Igea Marina | 1 – 1 | Treviso |  |

| 13 novembre 2011 13ª giornata | Treviso | 0 – 0 | Lecco |  |

| 16 novembre 2011 14ª giornata | Giacomense | 0 – 3 | Treviso |  |

| 20 novembre 2011 15ª giornata | Treviso | 1 – 1 | Santarcangelo |  |

| 27 novembre 2011 16ª giornata | Sambonifacese | 0 – 2 | Treviso |  |

| 4 dicembre 2011 17ª giornata | Treviso | 2 – 3 | Cuneo |  |

| 11 dicembre 2011 18ª giornata | Virtus Entella | 2 – 2 | Treviso |  |

| 18 dicembre 2011 19ª giornata | Treviso | 2 – 1 | Montichiari |  |

#### Girone di ritorno
| 8 gennaio 2012 20ª giornata | Treviso | 0 – 1 | Poggibonsi |  |

| 15 gennaio 2012 21ª giornata | Savona | 1 – 1 | Treviso |  |

| 22 gennaio 2012 22ª giornata | San Marino | 0 – 1 | Treviso |  |

| 29 gennaio 2012 23ª giornata | Treviso | 1 – 0 | Renate |  |

| 5 febbraio 2012 24ª giornata | Borgo a Buggiano | 0 – 1 | Treviso |  |

| 12 febbraio 2012 25ª giornata | Treviso | 1 – 2 | Valenzana |  |

| 19 febbraio 2012 26ª giornata | Pro Patria | 2 – 2 | Treviso |  |

| 26 febbraio 2012 27ª giornata | Treviso | 1 – 3 | Alessandria |  |

| 4 marzo 2012 28ª giornata | Mantova | 0 – 3 | Treviso |  |

| 7 marzo 2012 29ª giornata | Treviso | 0 – 0 | Casale |  |

| 11 marzo 2012 30ª giornata | Rimini | 2 – 0 | Treviso |  |

| 18 marzo 2012 31ª giornata | Treviso | 1 – 1 | Bellaria Igea Marina |  |

| 25 marzo 2012 32ª giornata | Lecco | 2 – 0 | Treviso |  |

| 1º aprile 2012 33ª giornata | Treviso | 0 – 1 | Giacomense |  |

| 4 aprile 2012 34ª giornata | Santarcangelo | 0 – 1 | Treviso |  |

| 25 aprile 2012 35ª giornata | Treviso | 0 – 6 | Sambonifacese |  |

| 22 aprile 2012 36ª giornata | Cuneo | 0 – 0 | Treviso |  |

| 29 aprile 2012 37ª giornata | Treviso | 1 – 2 | Virtus Entella |  |

| 6 maggio 2012 38ª giornata | Montichiari | 3 – 2 | Treviso |  |

### Supercoppa di Lega Pro Seconda Divisione
| Arbitro: | Marini (Roma) |

|              |           |                                             |
| Reginato 88’ | Marcatori | 48’ Ferri Marini 90'+5’ (rig.) Tozzi Borsoi |

| Arbitro: | Merlino (Udine) |

|  |           |             |
|  | Marcatori | 77’ Cernuto |